# Yangsu (métro de Séoul)
Yangsu (hangeul : 양수 ; hanja : 兩水) est une station de passage de la ligne Gyeongui-Jungang du métro de Séoul. Elle est située au 55-10 Mokwang-ro, Yangseo-myeon, dans le district de Yangpyeong, sur le territoire de la province Gyeonggi, à l'est de Séoul en Corée du Sud.

## Situation sur le réseau

Plan du réseau du métro de Séoul (2023)

Établie en aérien, Yangsu, est une station de passage de la ligne Gyeongui-Jungang du métro de Séoul : elle est située entre la station Ungilsan, en direction du terminus ouest Munsan, et la station Sinwon, en direction du terminus est Jipyeong.